# Ibuki Konno
Ibuki Konno (japanisch 今野 息吹 Konno Ibuki; * 10. Mai 2001 in Shinjuku, Präfektur Tokio) ist ein japanischer Fußballspieler.

## Karriere

### Verein
Ibuki Konno erlernte das Fußballspielen in der Jugendmannschaft des Mitsubishi Yowa SC sowie in der Universitätsmannschaft der Hōsei-Universität. Seinen ersten Vertrag unterschrieb er am 1. Februar 2024 bei Gamba Osaka. Der Verein aus Suita spielte in der ersten japanischen Liga, der J1 League. Mitte August 2024 wechselte er auf Leihbasis zum Zweitligisten Ehime FC. Sein Zweitligadebüt gab Konno am 21. September 2024 (32. Spieltag) im Heimspiel gegen Montedio Yamagata. Bei der 3:1-Heimniederlage stand er in der Startelf und spielte die kompletten 90 Minuten. Bis zum Ende der Saison 2024 bestritt er vier Zweitligaspiele.

### Nationalmannschaft
Ibuki Konno spielte 2023 einmal für die japanische U22-Nationalmannschaft. Hier kam er am 10. Juni 2023 in einem Freundschaftsspiel gegen England zum Einsatz.